# Niphidium longifolium
Niphidium longifolium là một loài thực vật có mạch trong họ Polypodiaceae. Loài này được (Cav.) C.V. Morton & Lellinger miêu tả khoa học đầu tiên năm 1971.